# オンライン小説
オンライン小説（オンラインしょうせつ）とは、インターネットやパソコン通信にて公開されている小説のこと。

## 日本における歴史
日本初のオンラインの連載小説と言われる作品は、神奈川県の小田原マイコンクラブが運営した草の根BBS「マイコンセンター」に連載された原田えりか（同姓同名の俳優は別人）の『シシャノミルユメ』と言われる。草の根BBSや大手の商用パソコン通信サービスでは小説用のコーナーが設けられることが多く、アマチュア作家や作家志望者の活躍の場となった。
NECが運営する大手のパソコン通信サービスのPC-VAN（後のBIGLOBE）では1986年に「アマチュアライターズクラブ」（AWC）という同好の士が集まるSIG（Special Interest Group）と呼ばれるコーナーが設置。リレー小説やコンテスト、自主製作本（同人誌）の制作の試みが行なわれた。2001年、BIGLOBEから独立した新フォーラムとして再スタート。BIGLOBE内の旧フォーラムもしばらくは稼働し続けたが、翌2002年に閉鎖。
1993年から1996年にかけては、朝日新聞社系のパソコン通信サービスのASAHIパソコンネット（現：ASAHIネット）が「パスカル短編文学新人賞」を主催。ASAHIネットは、筒井康隆や俵万智らの有名作家の参加が売り物で、文芸に強いと言われた。「パスカル短編文学新人賞」は、パソコン通信で応募して、応募作はASAHIネットで全て無料で読める体裁だった。この賞からは後に芥川賞を受賞する川上弘美が生まれている。
自分のサイトで小説を連載するプロ作家もおり、純文学作家の大西巨人は長編小説『深淵』を連載し、のちに書籍化された。ファンタジー作家の寮美千子は神話的な作品『夢見る水の王国』をウェブ上に発表し、インタラクティブな形で読者と共に作品を作ろうとした。しかし読者はこのような試みになれていなかったため、反応が少なくうまくいかなかったという。
小説家になろう（2004年に個人サイトとして開設、2010年に法人化）、E★エブリスタ（2010年開設、DeNAとNTTドコモが出資）などの小説プラットフォーム（小説投稿サイト）が登場して急成長した。これらに投稿された人気作の書籍化が2010年以降目立つようになり、アルファポリスやKADOKAWAなどの出版社が参入。縮小する日本の出版市場の中で唯一の成長分野となり、書店での棚の専有面積を増やしている。サブカルチャージャーナリストの飯田一史の取材では、TSUTAYA系列の書店では、オンライン小説の書籍化は文芸の売り上げの半分を占めている。従来のライトノベル同様、イラストを表紙にした作品が多く、テレビアニメ化、アニメ映画化、ドラマ化された作品もある。飯田一史は、オンライン小説プラットフォームのムーブメントと又吉直樹の『火花』のヒットは表裏一体であり、出版社にもはや新人を発掘・育成する能力・体力がなく、紙の小説雑誌の影響力が低下していることが背景にあると指摘している。
2016年時点で、オンライン小説の書籍化は、ビジネスの上では日本の小説市場の中核になっている。2016年時点では、小説家になろうの読者は10代から70代と幅広く、20代が最も多いものの、30代以上のボリュームも厚く、従来のライトノベルの読者よりも年齢層が高い。
Twitterで小説を連載する試みもあり、アメリカのブラッドレー・ボンドとフィリップ・N・モーゼズがTwitterでサイバーパンク・ニンジャ活劇小説『ニンジャスレイヤー』を発表。日本語訳も2010年からTwitterで連載された。
KADOKAWAでは「ネット上で発表された作品を書籍・電子書籍化して出版する小説の総称」を「新文芸」と定義している。

## 中国における歴史
中国では出版社による小説市場の寡占が進んでおらず、2000年頃にはインターネットでの小説の発表も一般的になった。中国のネット小説の課金制度は独特で、作者は小説専用サイトで毎日数千字ずつ内容を更新するが、人気が高まると鍵がかかり、以後はチケットを購入して続きを読む仕組みになっている。中国では中国作家協会が2018年から「中国ネット文学青書」を発表している。
『中国ネット文学青書2020』によると中国の2020年のネット文学ユーザー数は4億6700万人、累計作品数は約2800万点だった。また中国インターネット情報センター（CNNIC）の統計では、2020年12月現在の中国内のネット小説の読者は4億6000万人とされ、新型コロナウイルスの流行により外出を控えてネット小説を読む人が増えたことも要因となり、2年前と比べて約2800万人増えたとしている。『中国ネット文学青書2020』によると実体験に基づく作品が多いのが特徴とされ、2020年の新規契約作品約200万点のうち約6割が新型コロナウイルスや貧困、起業など実体験を題材としていた。
用語としては、作者は写手、読者は大家や親と呼ぶ。
ジャンル
- 玄幻小説 - ファンタジー小説[14]。
- 穿越小説 - 過去にタイムスリップして成功する小説の類型[14]。
- 盗墓小説 - ダンジョンのような過去の偉人の墓を盗掘することを題材とする小説の類型[14]。現実に墓荒らしをはじめる人が出ていて社会問題となっている[15][16]。